# Avenue Vavin
L'avenue Vavin est une voie du 6e arrondissement de Paris, en France.

## Situation et accès
L'avenue Vavin est une voie située dans le 6e arrondissement de Paris. Elle débute au 84, rue d'Assas et se termine en impasse.

## Origine du nom
Elle porte le nom d'Alexis Vavin (1792-1863), homme politique et député de Paris.

## Historique
Elle a été percée au début du XIXe siècle par Alexis Vavin.

## Bâtiments remarquables et lieux de mémoire
- No 4 : site du lycée Albert-de-Mun.
- No 11 : internat et foyer Notre-Dame de Sion (voir aussi: 61, rue Notre-Dame-des-Champs).

## Galerie

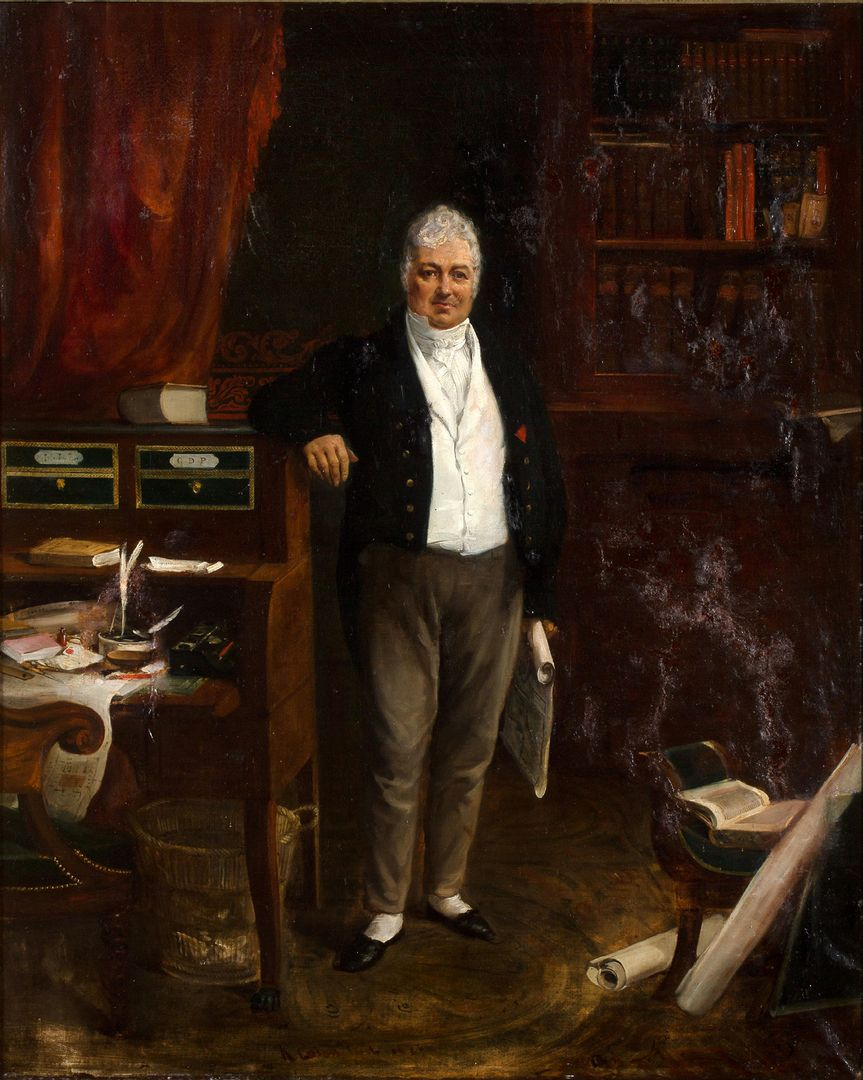
Portrait d'Alexis Vavin.
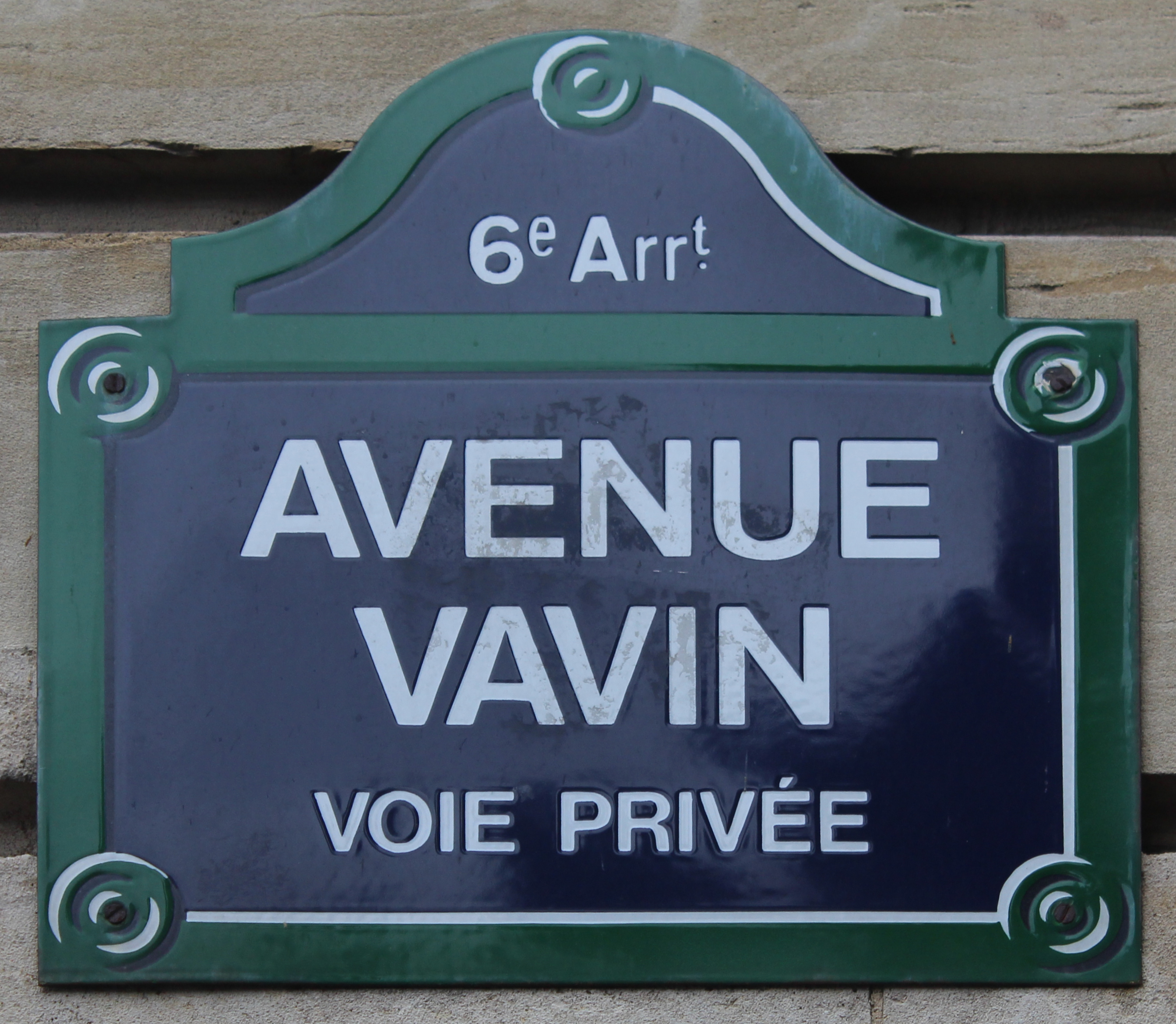
Plaque de l'avenue.